# Pia Olsen Dyhr
Pia Olsen Dyhr (Vallensbæk, 30 novembre 1971) è una politica danese, leader del partito Partito Popolare Socialista (Danimarca) dal 2014. Eletta al Folketing alle elezioni del 2007, ha ricoperto la carica di ministro Ministro del Commercio e degli Investimenti e successivamente Ministro dei Trasporti nel primo governo di Helle Thorning-Schmidt.

## Biografia
Pia Olsen Dyhr è cresciuta a Vallensbæk, nel Vestegn di Copenaghen, con il fratello minore, una madre che faceva l'assistente alle pulizie e un padre falegname che ha lavorato presso DSB. Dyhr ha un Master of Science in Scienze Politiche ed ha, tra l'altro, lavorato come coordinatore politico per CARE Danimarca e come coordinatore per l'Associazione danese per la conservazione della natura. 
È stata anche vicepresidente di Mellemfolkeligt Samvirke e presidente del Forum per lo sviluppo sostenibile a 92 gruppi. Inoltre, Pia Olsen Dyhr è stata membro del think tank Forum Europe della Norwegian Business School e del Council per quanto riguarda le informazioni sull'UE. 

## Vita privata
Pia Olsen Dyhr è sposata con Villy Dyh , segretario federale a Hong Kong/Danimarca. La coppia vive a Brønshøj e insieme hanno tre figlie.